# 沙马朗德-舒瓦涅
沙马朗德-舒瓦涅（法語：Chamarandes-Choignes，法語發音：[ʃamaʁɑ̃d ʃwaɲ]）是法国上马恩省的一个市镇，属于肖蒙区。该市镇于1972年由原市镇沙马朗德（Chamarandes）和舒瓦涅（Choignes）合并而成。

## 地理
沙马朗德-舒瓦涅（48°6'28"N, 5°10'15"E）面积18.8 平方千米，位于法国大東部大區上马恩省，该省份为法国东北部内陆省份，北起马恩省和默兹省，西接奥布省，西南接科多尔省，东南接上索恩省，东临孚日省。
与沙马朗德-舒瓦涅接壤的市镇（或旧市镇、城区）包括：拉维尔欧布瓦、韦尔比耶勒、肖蒙。

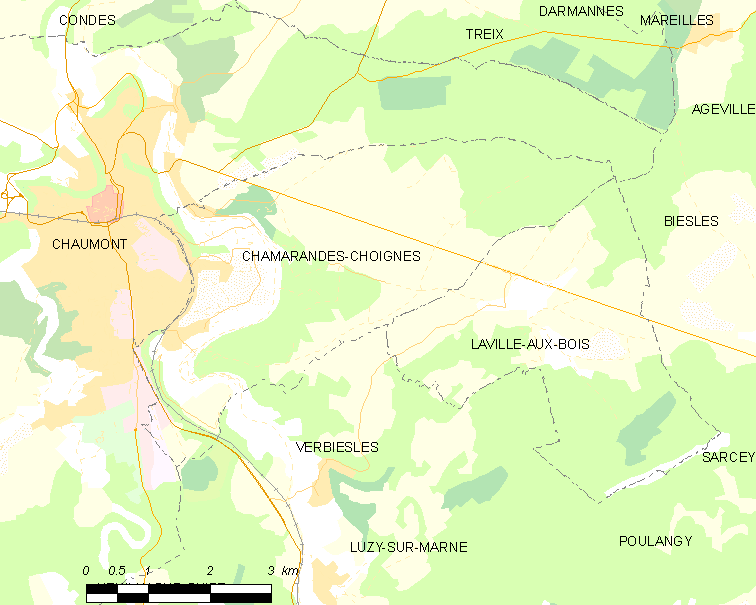
沙马朗德-舒瓦涅的OSM定位图

沙马朗德-舒瓦涅的时区为UTC+01:00、UTC+02:00（夏令时）。

## 行政
沙马朗德-舒瓦涅的邮政编码为52000，INSEE市镇编码为52125。

## 政治
沙马朗德-舒瓦涅所属的省级选区为肖蒙第二县。

## 人口

1962-2008年间沙马朗德-舒瓦涅人口变化图示

沙马朗德-舒瓦涅于2022年1月1日时的人口数量为1034人。